# S Carinae
S Carinae (S Car / HD 88366 / HR 3999 / HIP 49751) es una estrella variable en la constelación de Carina, la quilla del Argo Navis. Visualmente cerca de la variable PP Carinae (p Car), su magnitud aparente media es +6,93. Se encuentra a 470 pársecs (1530 años luz) del sistema solar. No debe confundirse con la estrella s Carinae (HD 90853).
S Carinae es una gigante roja de tipo espectral M2.5IIIe —también clasificada como K5e-M6e— con una temperatura superficial de 3490 K. Con un radio 120 veces mayor que el radio solar, tiene una luminosidad 1430 veces mayor que la del Sol.
Es una variable Mira cuyo brillo varía entre magnitud +4,5 y +9,9 en un ciclo de 149,49 días, uno de los más cortos entre este tipo de variables. Estas variables, cuyo máximo representante es Mira (ο Ceti), son estrellas en los últimos estadios de su evolución cuya inestabilidad proviene de pulsaciones en su superficie que provocan cambios en su color y brillo. En unos pocos millones de años S Carinae expulsará definitivamente sus capas exteriores para formar una nebulosa planetaria con una enana blanca en su centro.